# 슬립웨이

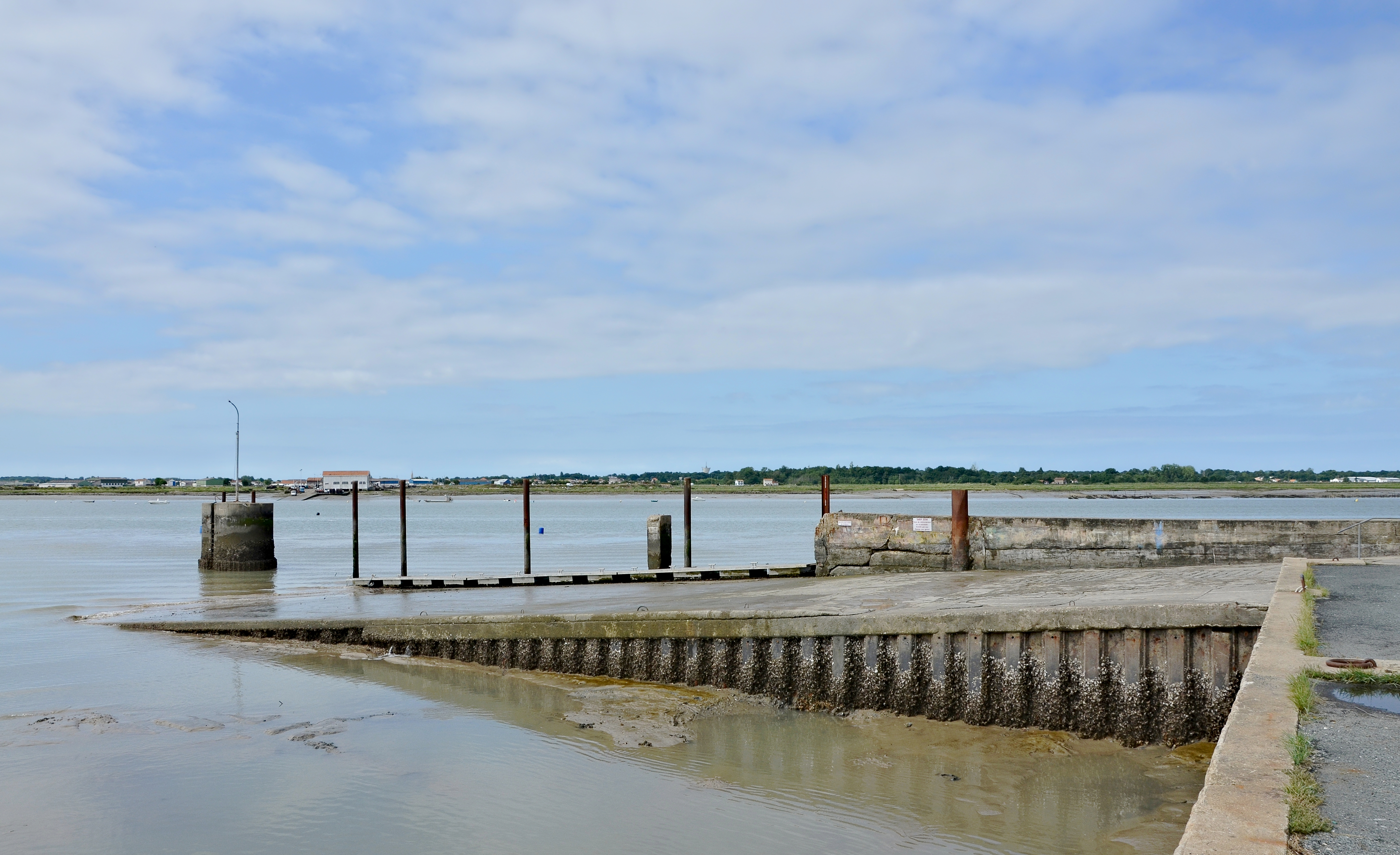
보트 트레일러용 보트 램프

슬립웨이(slipway)는 보트 램프(slipway) 또는 진수로(launch deployer) 또는 보트 전개로(boat deployer)라고도 하며, 선박이나 보트를 물에서 또는 물에서 이동할 수 있는 해안의 램프이다. 이것은 선박과 보트를 만들고 수리하는 데 사용되며, 자동차로 견인되는 트레일러에 소형 보트를 싣고 회수하는 데도 사용된다.
‘슬립’(slip)이라는 단어에서 알 수 있듯이 선박이나 보트는 크레인이나 지게차를 통해 경사로 위로 이동한다. 이동하기 전에 선박의 선체는 그리스로 덮어씌여져 있어 선박이나 보트가 경사로에서 "미끄러져" 안전하게 물속으로 들어갈 수 있다. 슬립웨이는 (새로 건조된) 대형 선박을 진수하는 데 사용되지만, 소형 선박만 건조 도킹하거나 수리할 수 있다.
기름칠된 경사로에 대해 큰 배를 당기는 것은 너무 엄청난 힘이 필요하다. 따라서 대형 선박의 경우, 바퀴나 롤러 팔레트로 지지되는 운반 도구를 사용해야 한다. 이러한 유형의 드라이독 설비를 “해상철도”(marine railway)라고 한다. 그럼에도 불구하고 ‘슬립’ 및 ‘슬립웨이’라는 단어는 경사로를 사용하는 모든 드라이 도킹 설비에도 사용된다.

## 단순 슬립웨이

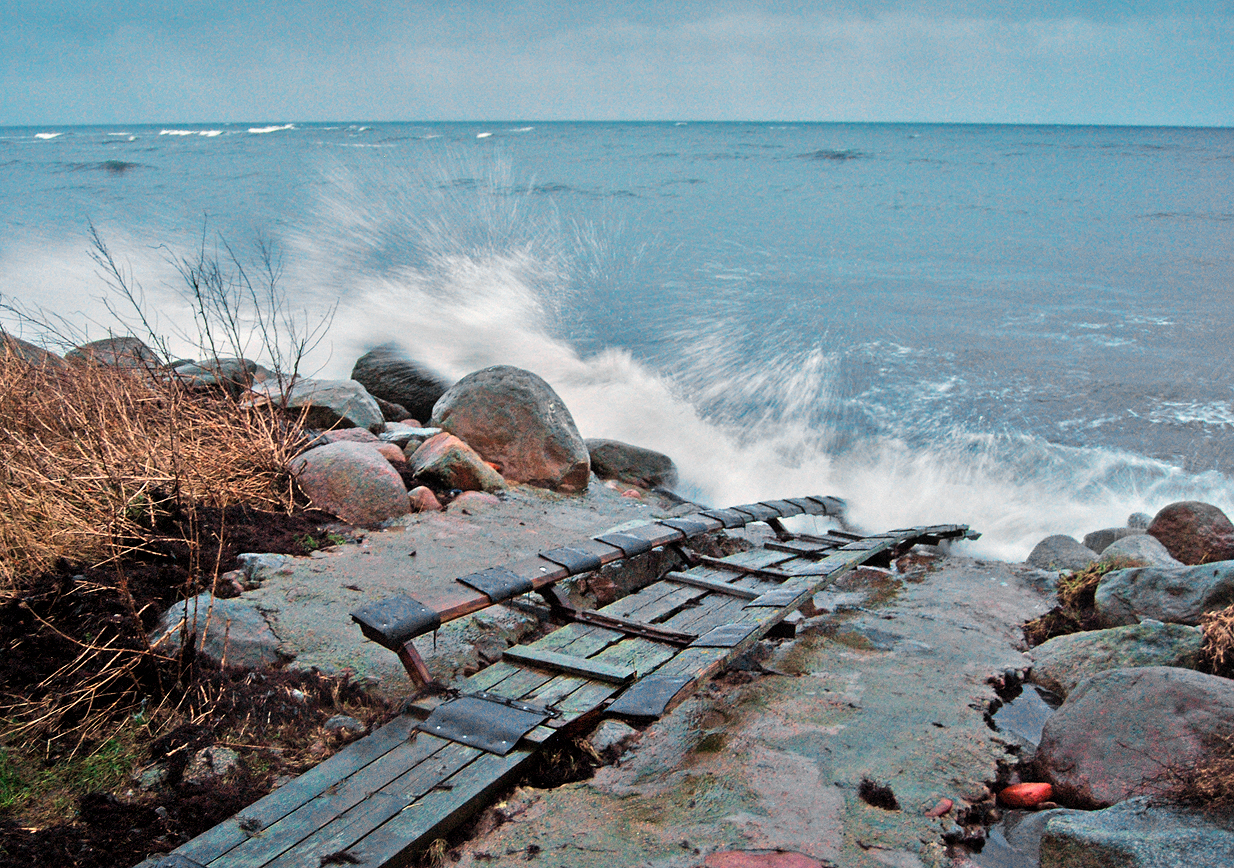
더 작은 배를 위한 낡고 단순 통로. 스웨덴 위스타드

가장 단순한 형태의 슬립웨이는 일반적으로 콘크리트, 강철, 석재 또는 목재로 만들어진 일반 경사로이다. 조수의 높이가 슬립의 유용성을 제한할 수 있다. 경사로가 썰물 수위 아래로 계속 이어지지 않으면 썰물 때 사용할 수 없다. 일반적으로 육지 쪽 끝에는 평평한 포장 지역이 있다.
보트 또는 소형 선박(즉, 약 300톤 이하의 선박)을 건조 및 수리하는 데 사용할 때 선박은 바퀴가 달린 객차로 이동하며, 선박이 객차에 뜨거나 내릴 수 있을 때까지 경사로를 따라 내려간다. 이러한 슬립웨이는 수리와 새로 건조된 선박을 물에 넣는 데 사용된다.
소형 보트를 진수하고 회수하는 데 사용할 때 트레일러는 물속에 놓인다. 보트는 트레일러 위/아래로 떠다니거나 끌 수 있다. 물에서 보트를 회수할 때 보트는 트레일러 위로 다시 감겨 진다.
포경선은 보통 작살에 맞은 고래를 주 갑판으로 운반하는 것을 돕기 위해 뒤에 슬립웨이를 갖추고 있다.

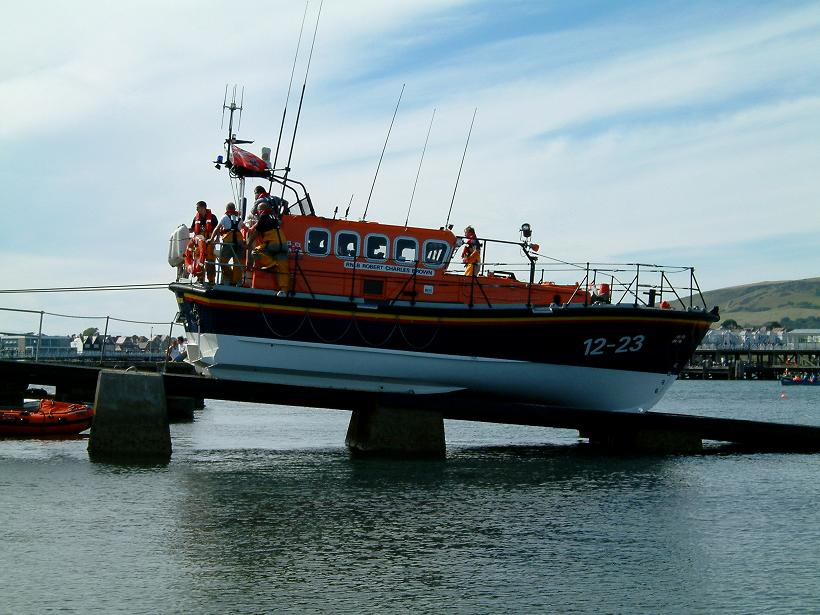
구명보트는 진수 후 선로를 뒤로 젖히고 있다

악천후와 어려운 해상 조건에서 일부 유형의 육상 구명정을 안전하게 진수시키기 위해 구명정과 슬립웨이는 구명정이 중력에 의해 상대적으로 가파른 강철 미끄러짐을 미끄러지도록 설계되었다.

## 선박 건조의 슬립웨이

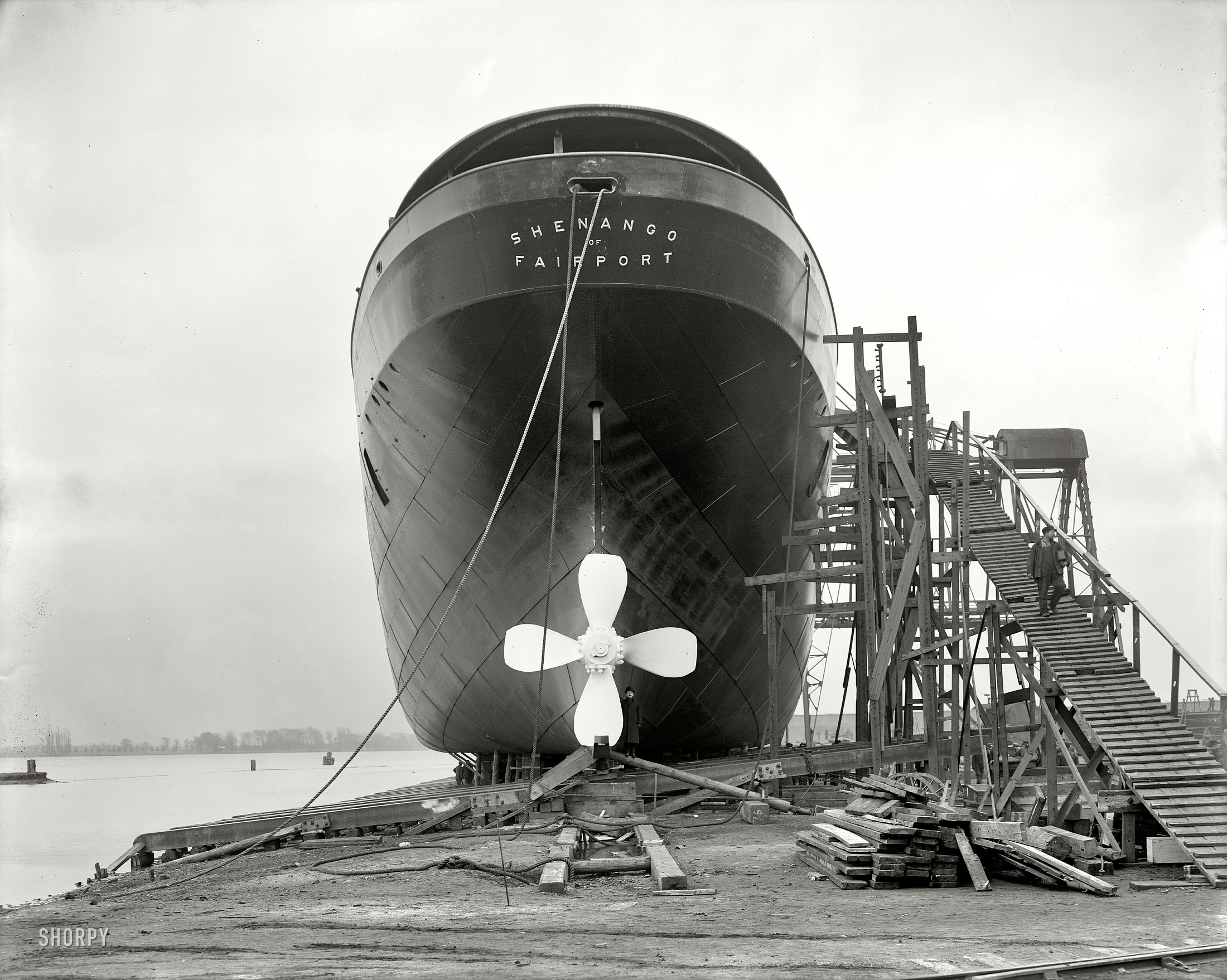
슬립웨이와 나란히 위치한 호수 화물선 쉐낭고, 1909년

대형 선박의 경우 슬립웨이는 선박 건조에만 사용된다. 그것들은 해안선에 평행하거나 수직으로 배열될 수 있다(또는 물과 선박의 최대 길이가 허용하는 한 거의). 진수할 때 선박은 스스로 떠오를 때까지 길을 따라 미끄러지듯 미끄러진다. 선박을 물로 옮기는 과정을 ‘진수’라고하며, 일반적으로 의례와 축하 행사이다. 보통 선박이 정식으로 이름이 붙여지는 때이다. 이 시점에서 선체는 완성되고 프로펠러와 관련 샤프트가 제자리에 있지만 수심, 안정성 및 무게에 따라 엔진이 장착되지 않거나 상부 구조가 완성되지 않을 수 있다.
수직 활주로에서 선박은 일반적으로 선미가 물을 향하도록 건조된다. 현대식 슬립웨이는 조수 변화를 고려하여 수위 아래로 확장되는 두 개의 ‘바리케이드’가 있는 선박을 지지하기에 충분한 강도의 철근 콘크리트 매트 형태를 취한다. 바리케이드는 두 가지 발사 방식을 지원한다. 선박은 선체의 외부 바닥에 접근할 수 있고 완전한 선체 아래에 진수로를 세울 수 있도록 배치된 임시 크리빙 위에 제작되었다. 발사를 준비할 시간이 되면 선체 아래에 한 쌍의 서 있는 방법이 세워지고 바리케이드 위로 나온다. 이 방법의 표면은 기름을 바르고 있다. (수지와 고래기름은 범선 시대에 기름으로 사용되었다). 한 쌍의 슬라이딩 웨이가 선체의 상단과 아래에 배치되고 활과 선미 포핏이 있는 발사 크래들이 이 슬라이딩 웨이에 세워진다. 그런 다음 선체의 무게가 빌드 크리빙에서 발사 크래들로 옮겨진다. 선박을 제자리에 고정한 다음 진수식의 적절한 순간에 놓을 수 있도록 준비되어 있다. 이는 신호에서 절단되도록 설계된 약한 고리이거나 의식 플랫폼의 스위치로 제어되는 기계적 방아쇠이다.

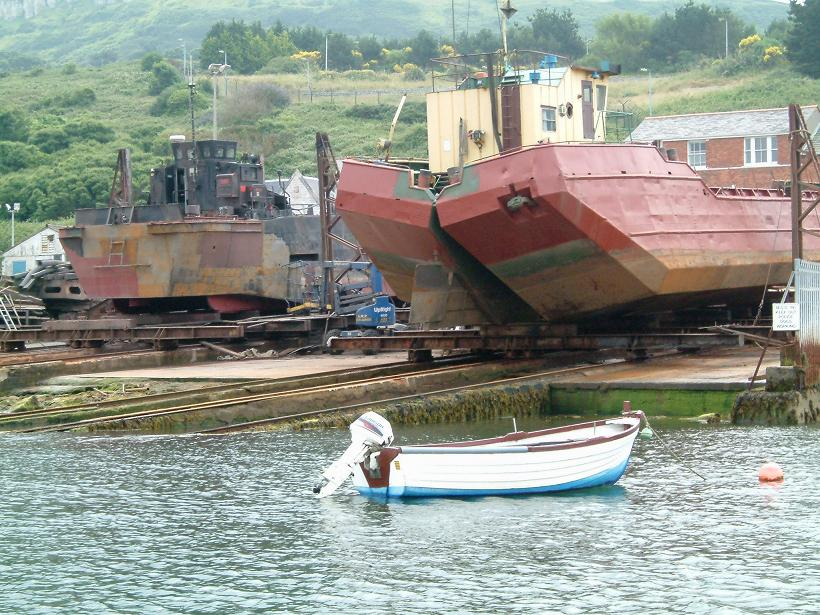
포틀랜드항에 있는 두 개의 슬립웨이 - 하나는 상륙용 선박을 싣고 있고, 다른 하나는 분할된 덤프 바지선(오른쪽)을 가지고 있다.

일부 슬립웨이는 선박이 물 옆에 있고 옆으로 진수되도록 만들어졌다. 이것은 수로의 한계로 인해 길이 방향 진수가 허용되지 않지만, 훨씬 더 긴 해안을 차지할 때 수행된다. 이점바드 킹덤 브루넬이 건설한 그레이트 이스턴호는 제2차 세계 대전 중 많은 상륙정과 마찬가지로 이러한 방식으로 건설되었다. 이 방법을 사용하려면 선박의 무게를 지탱하기 위해 더 많은 방법이 필요하다.
두 경우 모두 무거운 사슬이 배에 부착되어 있고, 드래그 효과는 예인선이 선체를 밖으로 꺼내기 위해 부두로 이동할 수 있을 때까지 선박이 일단 떠오른 후 속도를 늦추는 데 사용된다.
1970년대부터 선박의 크기가 증가함에 따라 슬립웨이에 건설하는 관행이 사라지고 있다. 그 이유 중 일부는 선박이 슬립웨이를 떠난 직후 선박을 감속하고 조종하기 위한 공간 요구사항이지만, 선박의 순전한 크기는 설계 문제를 야기한다. 정상 작동 중에 충족되지 않는 응력을 부과한다.

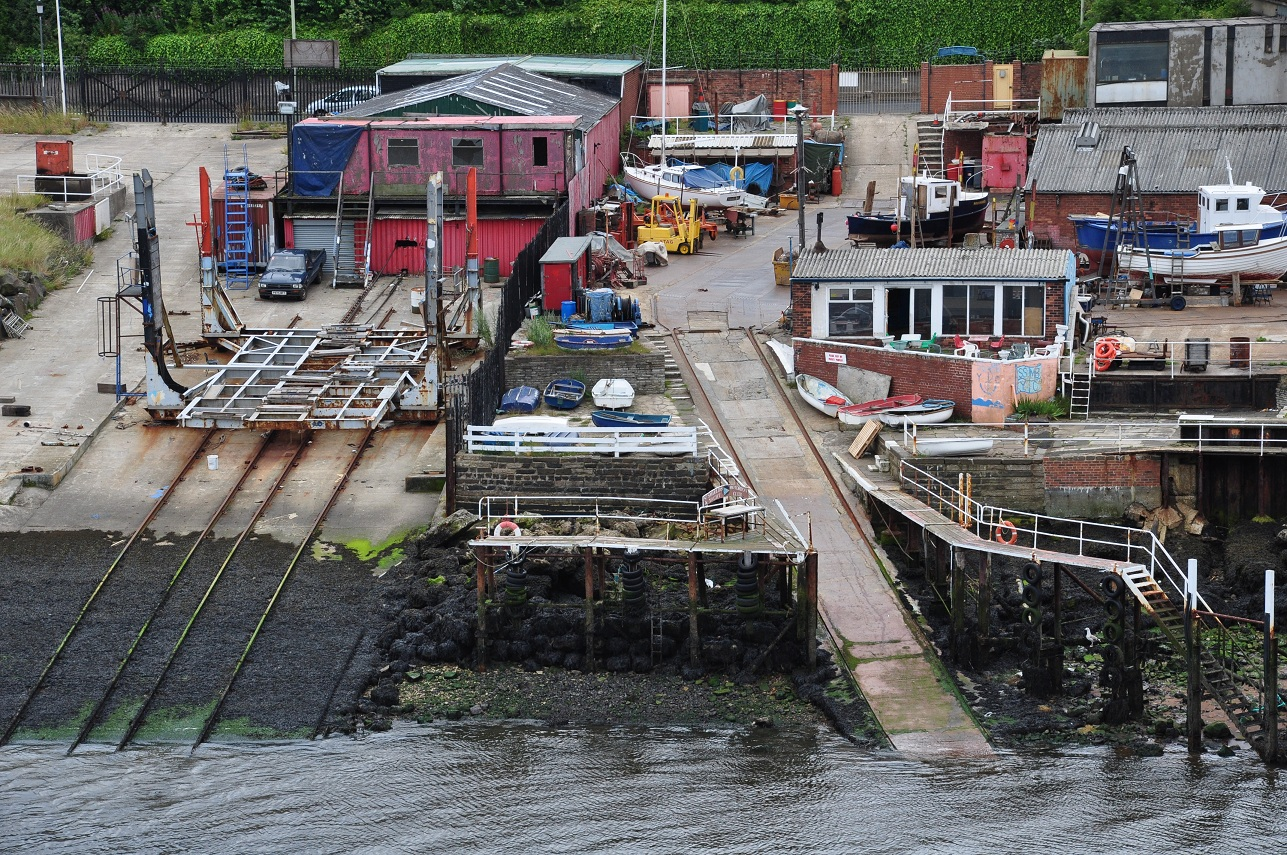
영국 타인 앤드 웨어 사우스실즈 항구의 슬립웨이

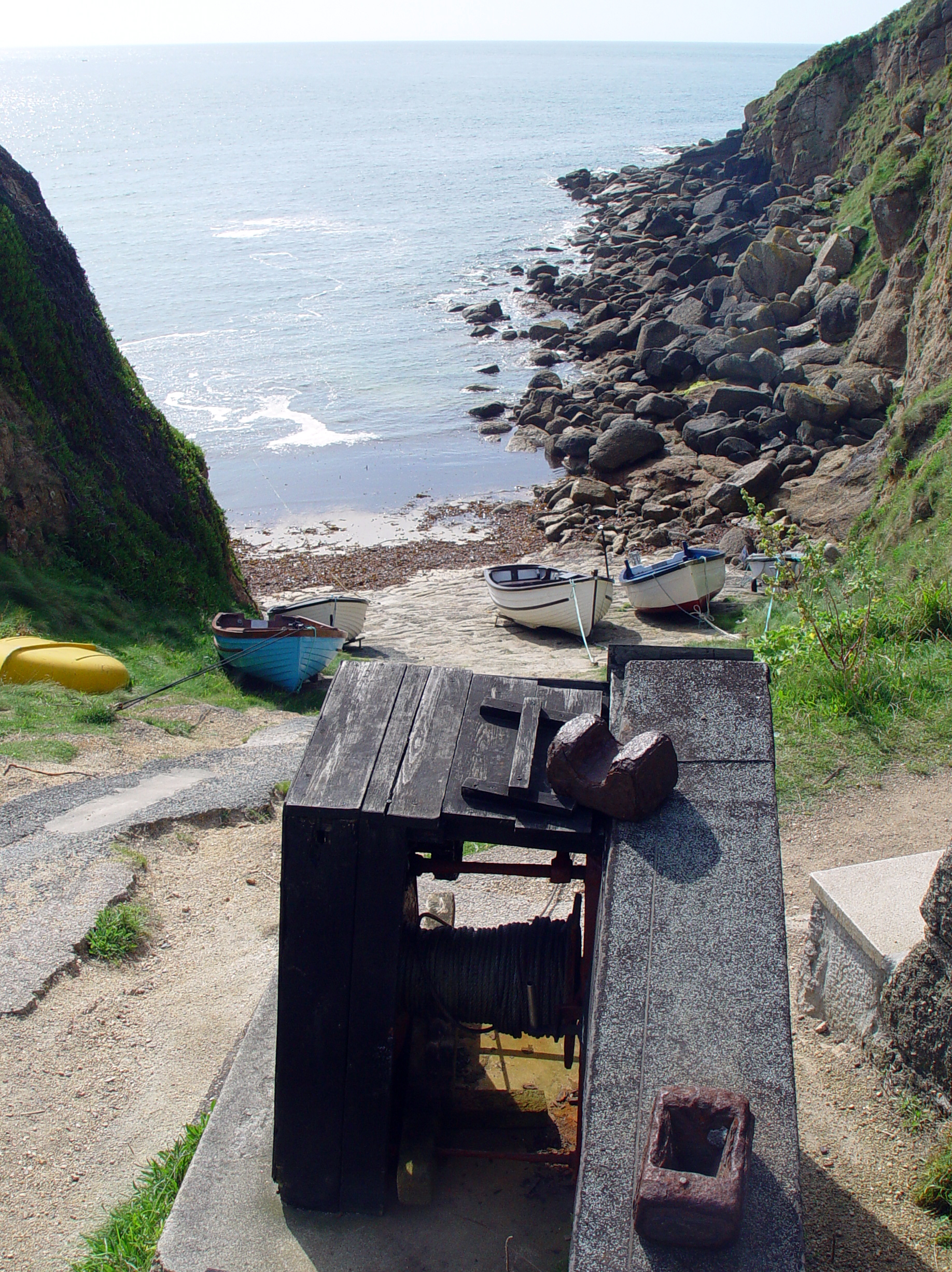
슬립웨이와 윈치, 영국 콘월주 포스과라

## 같이 보기
- 건선거
- 항만